# Клапан холостого хода
Клапан холостого хода (КХХ) — деталь двигателя внутреннего сгорания в современных автомобилях. 
Неправильное название — «датчик холостого хода». Во впрысковых системах  автомобилей ВАЗ более распространено название РХХ (регулятор холостого хода), у автомобилей ГАЗ — РДВ (регулятор добавочного воздуха), в карбюраторных системах  используют термины  «электромагнитный клапан» и «электропневмоклапан».

## Функции
Клапан холостого хода является исполнительным устройством.
КХХ впрыскового двигателя  в режиме холостого хода  отвечает за подачу воздуха в обход дроссельной заслонки во впускной коллектор и используется для удержания холостых оборотов мотора в пределах, заданных конструктивно (обычно это 700 — 900 об/мин коленчатого вала). Регулируемое положение КХХ задаётся электронным блоком управления (ЭБУ) двигателя, который опирается на показания ряда своих датчиков.
Когда клапан ХХ по  команде ЭБУ увеличивает количество проходящего через себя воздуха, он участвует в поддержании или изменении  оборотов двигателя и таким образом компенсируется нагрузка со стороны навесного оборудования: генератора, ГУРа, кондиционера.  
Также клапан ХХ отвечает за прогревочные обороты двигателя, увеличивая скорость  вращения коленвала холодного мотора  и плавно снижая их по мере его нагрева. 
Клапан холостых оборотов карбюраторного двигателя входит в систему ЭПХХ и принципиально отличается от КХХ впрыскового двигателя: он управляет не воздухом, а топливом в канале холостого хода карбюратора — во время торможения двигателем клапан перекрывает подачу топлива, обеспечивая тем самым экономию горючего.

## Устройство
Наиболее распространённые конструкции клапанов  впрысковых систем представляют собой либо электромагнитные клапаны с ШИМ-управлением, либо клапаны с шаговыми двигателями.
Клапан  располагается  в непосредственной близости от дросселя:  обычно он интегрирован в  узел дроссельной заслонки,  крепится  к ней на винтах  или запрессовывается в неё, так как его задача — перепускать воздух в обход заслонки. Иногда клапан может быть  выполнен в виде отдельного устройства, которое установлено поблизости от дросселя  и соединяется с  воздушными каналами, обходящими заслонку при помощи  гибких шлангов.
На двигателях с электронной дроссельной заслонкой (с электроприводом вместо тросового) КХХ отсутствует — подачу воздуха на всех режимах, включая холостой ход, регулирует заслонка.